# Graustirntaube
Die Graustirntaube (Pampusana canifrons, Synonyme: Alopecoenas canifrons, Gallicolumba canifrons) ist eine wenig erforschte Vogelart aus der Gattung der Indopazifischen Erdtauben (Pampusana). Sie ist im Palau-Archipel endemisch, wo sie von der Insel Babeldaob bis südlich nach Angaur vorkommt.

## Merkmale
Die Graustirntaube erreicht eine Körperlänge von 22 cm. Kopf und Brust sind bläulichgrau. Die Krone ist dunkler, die Oberbrust ist heller. Die Kehle ist weißlich, die untere Kehle ist rosa getönt mit einem weißen Hinterrand bis zum Brustschild. Die übrige Unterseite ist graubraun. Der Nacken, der Oberrücken und die Halsseiten sind rötlichbraun, was im Flugbild deutlich sichtbar ist. Die kleinen Flügeldecken sind satt violett. Der der Oberseite ist bronzeolivgrün mit grünlichem Glanz. Die meisten Federn haben schmale rötliche Fransen. Die Iris ist dunkelbraun. Die Gesichtshaut ist rosa-rot. Der Schnabel ist schwarz. Beine und Füße sind rosa. Die Geschlechter ähneln sich. Das Jugendkleid ist unbeschrieben.

## Systematik
Die Verwandtschaftsbeziehungen sind unklar. Eine Verwandtschaft könnte zur Westlichen Graubrusttaube (Pampusana beccarii) oder der Östlichen Graubrusttaube (Pampusana beccarii johannae) bestehen. Alternativ könnte sie auch zum Artenkomplex der Jobitaube (Pampusana jobiensis) gehören oder es könnte eine nähere Verwandtschaft zur Wetar-Taube (Pampusana hoedtii) und eine entferntere Verwandtschaft zur Westlichen Graubrusttaube, zur Santa-Cruz-Taube (Papusana sanctaecrucis) und zur Purpurschultertaube (Papusana stairi) bestehen.

## Lebensraum
Die Graustirntaube bewohnt bewaldete Gebiete. 

## Lautäußerungen
Der Balzruf ist eine Reihe von etwa 10 bis 20 kurzen, leicht ansteigenden Huptonen mit einer Frequenz von ca. ein bis fünf Noten pro Sekunde, die sich über die Dauer der Serie beschleunigen kann und sich wie whuU..whuU...whuU...whuU...whuU... anhört. Jeder Ton hat eine Dauer von ca. 0,30 bis 0,35 Sekunden.

## Lebensweise
Die Graustirntaube fliegt selten über das Blätterdach und hält sich hauptsächlich am Boden auf. Sie geht rasch und gemächlich. Wenn sie aufgescheucht wird, erhebt sie sich mit einem lauten Flügelschlag vom Boden und fliegt für eine kurze Strecke. Über das Nahrungsverhalten gibt es nur wenig Informationen. Sie geht auf dem Boden, insbesondere in Anhäufungen von Erde und Blattstreu, auf Nahrungssuche und ernährt sich von harten Samen. Das Fortpflanzungsverhalten ist nicht studiert.

## Status
Die IUCN klassifiziert die Graunstirntaube seit 2018 in der Kategorie „stark gefährdet“ (endangered). Zuvor wurde sie als „potentiell gefährdet“ (near threatened) eingeschätzt. Es sind wenig genaue Informationen verfügbar, aber die Bestandszahl wird derzeit auf der Grundlage von Erhebungen in den späten 1970er Jahren, 2005 und seit Ende 2017 auf weniger als 1000 Altvögel (und vielleicht weniger als die Hälfte dieser Größe) geschätzt. Sie ist selten auf Babeldaob und zahlreich auf den Kalksteinfelsinseln südlich von Koror. Ratten, Katzen sowie die Braune Nachtbaumnatter (Boiga irregularis) sind auf einigen Inseln im Verbreitungsgebiet anzutreffen und können Altvögel, Küken und Eier erbeuten. Eine Untersuchung der Waldbedeckung ergab, dass zwischen 2000 und 2012 Wald aus dem Verbreitungsgebiet der Taube mit einer Rate von 4,3 % über drei Generationen hinweg verloren gegangen war.